# AGS Kastoria
AGS Kastoria (Grieks: ΑΓΣ Καστοριάς - Αθλητικός και Γυμναστικός Σύλλογος Καστοριάς), wat betekent: Atletiek en Gymnastiek Vereniging van Kastoria, is een Griekse voetbalclub uit de stad Kastoria. De club speelde voor het eerst in de hoogste klasse in 1974/75 en werd toen 11de op 18, de volgende seizoenen eindigde de club in de middenmoot. De bekerfinale werd in 1980 gehaald en gewonnen van Iraklis Saloniki door middel van een 5-2-overwinning. Het volgende seizoen deed de club mee aan de Europacup II maar werd uitgeschakeld door het Russische Dinamo Tbilisi. In 1983 volgde een degradatie. Het duurde tot 1996 vooraleer de club een wederoptreden maakte maar moest na één seizoen al terug naar het vagevuur.

## Erelijst
Beker van Griekenland : Winnaar in 1980

## AGS Kastoria in Europa
#R = #ronde, T/U = Thuis/Uit, W = Wedstrijd, PUC = punten UEFA coëfficiënten .
Uitslagen vanuit gezichtspunt AGS Kastoria
| Seizoen | Competitie   | Ronde | Land                 | Club           | Totaalscore | 1e W    | 2e W    | PUC |
| ------- | ------------ | ----- | -------------------- | -------------- | ----------- | ------- | ------- | --- |
| 1980/81 | Europacup II | 1R    | Vlag van Sovjet-Unie | Dinamo Tbilisi | 0-2         | 0-0 (T) | 0-2 (U) | 1.0 |

Totaal aantal punten voor UEFA coëfficiënten: 1.0